# Broughtonia ortgiesiana
Broughtonia ortgiesiana är en orkidéart som först beskrevs av Heinrich Gustav Reichenbach, och fick sitt nu gällande namn av Robert Louis Dressler. Broughtonia ortgiesiana ingår i släktet Broughtonia och familjen orkidéer.
Artens utbredningsområde är Kuba. Inga underarter finns listade i Catalogue of Life.